# Thomas Sumner
Pour les articles homonymes, voir Sumner.
Thomas Hubbard Sumner, né le 20 mars 1807 et mort le 9 mars 1876, est un navigateur américain.